# Anita Desai
Anita Mazumdar Desai (ur. 24 czerwca 1937 w Mossoorie, Indie) – indyjska pisarka, trzykrotnie nominowana do Nagrody Bookera, którą w 2006 roku wygrała jej córka Kiran Desai.
W swoich wczesnych powieściach poruszała tematykę rodzinną oraz problem alienacji kobiet klas średnich. Jej późniejsze utwory dotyczą między innymi niemieckiego antysemityzmu, upadku tradycji i zachodnich stereotypów dotyczących Indii.

## Początki
Córka Niemki Toni Nime i bengalskiego biznesmena D.N. Mazumdara. W domu posługiwała się językiem niemieckim, poza nim zaś bengalskim, hindi, urdu i angielskim. Języka angielskiego nauczyła się w szkole i jak się później okazało, stał się on językiem, w którym tworzyła swoje utwory. Zaczęła pisać w wieku zaledwie siedmiu lat, dwa lata później opublikowała pierwsze opowiadanie. Mimo iż język niemiecki był jej pierwszym językiem, Anita w dzieciństwie nigdy nie odwiedziła Niemiec. Stało się to dopiero w jej dorosłym życiu.
Uczęszczała do Queen Mary’s Higher Secondary School w Delhi, a w roku 1957 uzyskała licencjat z języka angielskiego na tym Uniwersytecie. W rok później poślubiła biznesmena Ashvina Desai i razem wychowali czwórkę dzieci.

## Kariera
Desai zadebiutowała w 1963 roku powieścią Cry The Peacock. W 1984 roku wydała In Custody, powieść nominowaną do Nagrody Bookera. W roku 1993 została nauczycielem twórczego pisania w Massachusetts Institute of Technology. Jej ostatnia powieść – The Zig Zag Way, opublikowana w 2004 roku rozgrywa się w realiach dwudziestowiecznego Meksyku.
Desai nauczała w Mount Holyoke College i Smith College. Jest członkinią Royal Society of Literature, American Academy of Arts and Letters oraz Girton College na Uniwersytecie Cambridge.

## Film
W roku 1993 Merchant Ivory Productions wyprodukowało In Custody w reżyserii Ismaila Merchanta i ze scenariuszem Shahrukh Husain. Rok później film zdobył złoty medal prezydenta Indii dla najlepszego filmu.

## Wybrana bibliografia
- The Peacock (1963)
- Voices in the City (1965)
- Bye-Bye, Blackbird (1971)
- The Peacock Garden (1974)
- Where Shall We Go This Summer? (1975)
- Cat on a Houseboat (1976)
- Fire on the Mountain (1977)
- Games at Twilight and Other Stories (1978)
- Clear Light of Day (1980)
- Village by the Sea (1982)
- In Custody (1984)
- Baumgartner’s Bombay (1988)
- Journey to Ithaca (1996)
- Fasting, Feasting (1999)
- Diamond Dust (2000)
- The Zigzag Way: A Novel (2004)

## Polskie wydania
- Czas postu, czas uczty (Fasting, Feasting), Wydawnictwo Akademickie DIALOG, Warszawa 2004

## Nagrody i nominacje
- 1978 – Nagroda National Academy of Letters za – Fire on the Mountain
- 1978 – Winifred Holtby Memorial Prize za – Fire on the Mountain
- 1980 – nominacja, Nagroda Bookera za – Clear Light of Day
- 1983 – Guardian Children’s Fiction Prize za – The Village By The Sea
- 1984 – nominacja, Nagroda Bookera za – In Custody
- 1993 – Neil Gunn Prize
- 1999 – nominacja, Nagroda Bookera za – Fasting, Feasting
- 2000 – Alberto Moravia Prize w kategorii literatura (Włochy)

## Odznaczenia
- Order Padma Shri